# エコガールズ
エコガールズ（Eco Girls）は、2008年に結成された日本の女性アイドルグループである。
メンバーはエコの勉強をし、エコカワイイをコンセプトに歌やトークでエコライフの普及活動をしている。

## メンバー
- マリノ（上田マリノ） - リーダー

身長 161cm／血液型 O型／誕生日 5月19日／埼玉県所沢市出身／武蔵野美術大学出身
- ナオ（阿久津奈緒） - 2011年加入

身長 161cm／血液型 A型／誕生日 11月7日／栃木県宇都宮市出身

### 卒業メンバー
- シュリ（近藤朱里） - 2008年活動
- ココ（日向莉夏） - 2009年活動
- ヒカリ（野村日香理） - 2009年活動
- ミキ（松本美樹） - 2008～2011年活動
- リオ（大塚梨央） - 2010～2011年活動

## 活動

### レギュラー
- 丸紅・沖電気工業 ネットソリューションズ運営サイト企画 インターネットTV「EcoGirls Growing Station」（2010年11月～2012年2月）

### テレビ
- NHK「ワンセグランチボックス」（2010年9月9日） - ゲスト

### ラジオ
- SHIBUYA FM「SONUD ECOLOGY TUNE」（2010年11月2日） - ゲスト
- TOKYO FM MUSIC BIRD「KATSUMI・ユメルのJump to the 90s」（2010年10月31日） - ゲスト

### イベント
- おおさかのてっぺんフェスティバル（2012年10月7日）大阪府能勢町‐総合司会
- 環境省「エコライフ・フェア2012」（2012年6月2日）
- アースデーin調布（2012年5月12日） - MC
- 代官山スタイル ビジネス交流会（2011年5月20日） - ゲスト
- SUPER GT & Formula NIPPON FUJI SPRINT CUP 2010（2010年11月13日、14日） - 臼井自動車TEN-NENサニー アンブレラガール
- (社)環境適正推進協会　講演会（2010年7月23日、10月21日） - 広報大使
- テンネン(株)　エコスプレーイベント（2010年7月30日） - PRガール
- (社)全国産業廃棄物連合会青年部協議会　CO2マイナスプロジェクト（2010年7月29日、11月23日） - イメージガール
- イオンレイクタウン 子どもの日エコイベント「モリゾー・キッコロがレイクタウンにやってくる!!」（2010年5月5日） - MC
- 東京TAMA 音楽祭「荒川祐二とエコガールズのゴミ拾い」（2010年4月11日）
- 第63･62回あつぎ鮎まつり（2008年8月、2009年8月） - 親善大使

### ウェブ
- Yahoo!ニュース（2012年6月4日） - エコの大切さを笑顔で明るく普及「エコガールズ」と紹介される
- 環境社会検定試験(eco検定)公式サイト「合格者の声」（2011年度版） - マリノが登場
- 丸紅・沖電気工業 ネットソリューションズ運営サイト 「エコセンシング」eco検定への早道（2010年11月24日～）

### 出版物
- フォトブック「代官山 natural eco」（2010年11月16日発売） - 初の写真集、石でできたエコの紙使用
- DIME 12月7日号（2010年11月16日発売） - エコ・プロダクツ特集
- ビジネスチャンス 12月号（2010年10月22日発売） - インタビュー記事
- FLASH（2010年10月12日発売） - 環境ナビゲーターとしてマリノが登場
- Option 9月号（2010年8月）
- ホリデーオート 9月号（2010年8月）
- 産経新聞（愛知・岐阜版）朝刊（2010年7月23日発売）
- 環境ビジネス 「エコガールズの素朴なギモン」連載（2010年4月～2011年3月）
- サイタマ美少女図鑑 創刊号（2010年2月） - 環境ナビゲーターとしてマリノが登場
- リアルスポーツ（2009年11月） - インタビュー記事
- 宝島社「mini」 4月号（2009年4月） - インタビュー記事

### イメージモデル
- マイボックス普及企業組合「MYBOX PROJECT」

### その他
- プチエコブログパーツ「美女十色」(2010年4月) - 個々に登場

## エピソード
- 結成初期はボランティア貧乏に陥ってたという。
- 高校の奉仕の授業でゲストとして環境について話す活動もしていた。（現在はマリノのみ活動中。）